# Spânzurare

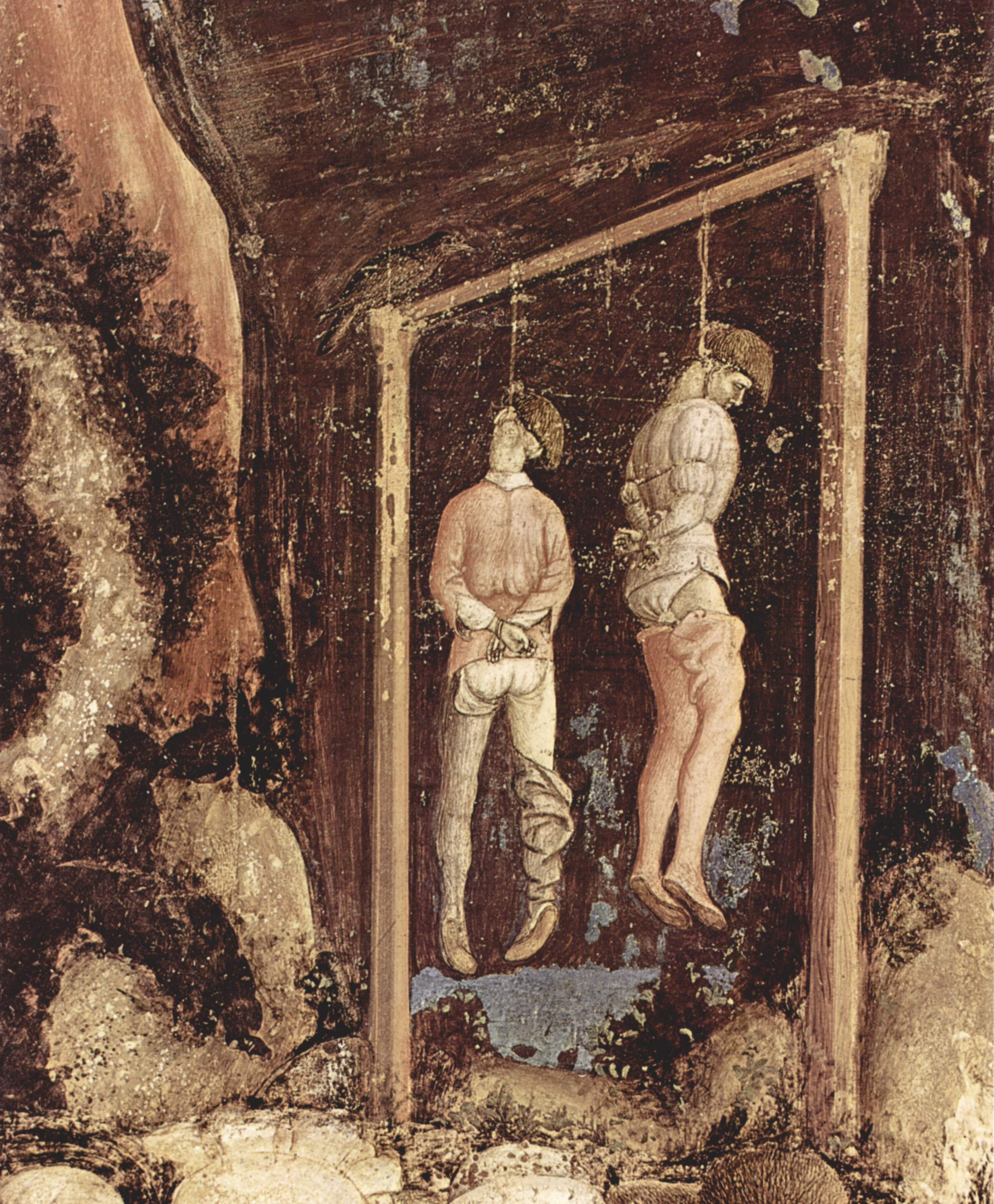
Pictură de Antonio Pisanello, 1436–1438

Spânzurarea este o metodă de executare a condamnaților la moarte, prin strangularea gâtului cu o funie. Strangularea este cauzată de greutatea proprie a corpului, iar moartea survine prin sufocare sau/și prin fractura coloanei vertebrale în regiunea cervicală.
Această metodă este și una dintre cele mai folosite metode de sinucidere.

## Mecanisme tanatogeneratoare
Moartea survine din una din cauzele:
- hipoxia hipoxică - lipsa de oxigen prin împingerea bazei limbii înapoi și în sus cu obstrucția faringelui prin pătrunderea lațului între faringe și osul hioid;
- mecanism neuroreflex - prin comprimarea zonei sinocarotidiene, a nervului vag și a nervului laringeu superior cu inhbiția centrilor vitali și deces foarte rapid prin stop cardio-respirator;
- mecanism hemodinamic - prin comprimarea vaselor sangvine de la gât (jugularele se închid la compresiuni de 2 kg, carotidele la 3-3,5 kg iar arterele vertebrale la 16-17 kg);
- luxația coloanei cervicale - prin căderea victimei în laț de la o anumită înălțime (în execuții).